# Гравилат крупнолистный
Гравилат крупнолистный (лат. Geum macrophyllum) — вид многолетних травянистых растений рода Гравилат (Geum) семейства Розовые (Rosaceae).

## Ботаническое описание

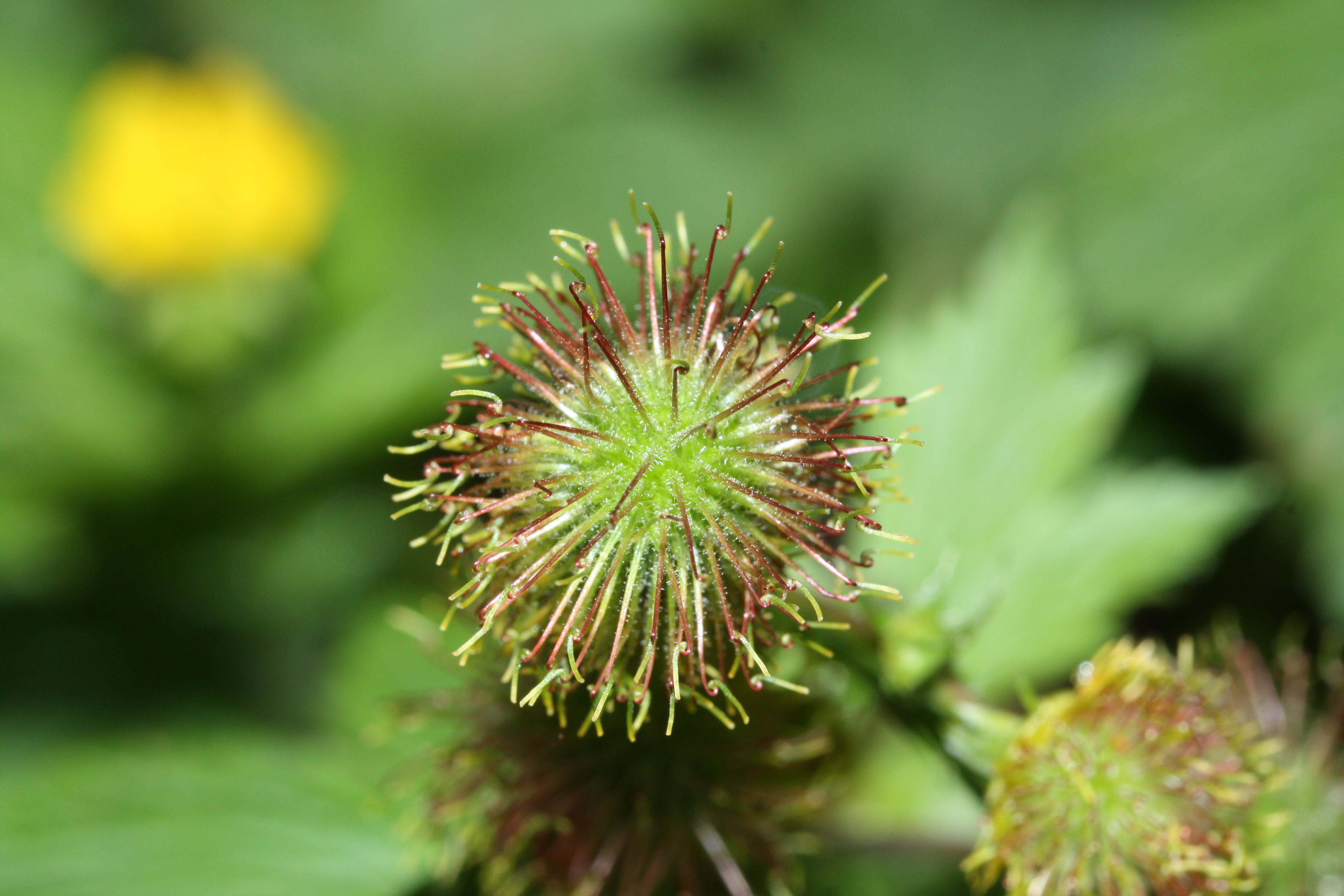
Многоорешек

Многолетнее травянистое растение до 75 см высотой. Корневище толстое, короткое. Стебель и черешки оттопыренно-жёстковолосистые. Прикорневые листья прерывисто-перистые; стеблевые листья широкояйцевидные, трёхлопастные или трёхрассечённые. Цветки светло-желтые, 10—15 мм в диаметре. Столбики желёзисто-волосистые в нижней части. Многоорешки яйцевидно-шаровидные.

## Распространение
Естественная область распространения находится в Северной Америке (Канада и Соединённые Штаты Америки) и на Дальнем Востоке (Япония, Курильские острова, Сахалин, Камчатка). Как адвентивный вид встречается в северной части Европы.